# 缺叶钟报春
缺叶钟报春（学名：Primula ioessa）为报春花科报春花属下的一个种。

## 扩展阅读
- 維基物種上的相關：缺叶钟报春